# Flugplatz Freistadt

i7
i11
i13
Der Flugplatz Freistadt (ICAO-Code: LOLF) ist ein privater und unkontrollierter Flugplatz im Gemeindegebiet von Hirschbach im Mühlkreis mit einer 595 Meter (mit Sicherheitsstreifen) langen Graspiste, die in ost-westlicher Richtung verläuft (11/29). Er liegt ca. 7 Kilometer westlich der Bezirkshauptstadt Freistadt. Die Sprechfunkfrequenz 122,330 MHz. Der Flugplatz ist bis 2000 kg Abfluggewicht zugelassen und es wird Fallschirm- und Motorflugsport betrieben.

## Geschichte
Der Flugplatz wurde 1962 von Johann Pum erbaut und gehört seit 1996 dem Fliegerclub Freistadt (FCF). Der Fliegerclub Freistadt besitzt aktuell 4 Flugzeuge, 2 Cessna und 2 Tecnam, die am Flugplatz stationiert sind. Der Fliegerclub betreibt außerdem eine Flugschule am Flugplatz, die eine Ausbildung zum Privatpiloten anbietet. Obmann ist seit 2021 Moritz Sturm aus Freistadt.
Am Flugplatz Freistadt ist auch der Heeres-Fallschirmspringerclub Freistadt (HFSC Freistadt) ansässig, der als Absetzflugzeug eine Cessna 206 mit Turbinentriebwerk besitzt. Im Jahr 2012 feierte der Club sein 40-jähriges Bestehen.
Einige Kilometer südwestlich befand sich das Drehfunkfeuer Freistadt (VOR/DME FRE) (Lage) mit der Funkfrequenz 113,500 MHz. Dieses ist seit 2019 nur mehr als DME Station in Betrieb.